# Racopilum strumiferum
Racopilum strumiferum är en bladmossart som beskrevs av Mitten 1859. Racopilum strumiferum ingår i släktet Racopilum och familjen Racopilaceae. Inga underarter finns listade i Catalogue of Life.